# 春雨 (白露型駆逐艦)
春雨（はるさめ）は、大日本帝国海軍の駆逐艦。一等駆逐艦白露型の5番艦である。艦名は春に静かに降る雨に由来し、この名を受け継ぐ日本の艦艇としては、春雨型駆逐艦「春雨」に続き2代目に当たる。
戦後、海上自衛隊の護衛艦として「はるさめ（初代）」、「はるさめ（2代）」が就役した。

## 艦歴
舞鶴工作部で1935年（昭和10年）2月3日に起工。同年9月21日に進水した。1937年（昭和12年）8月26日に就役した。
竣工当初はウェスティングハウス社製の溶接構造の減速機室と減速歯車を備えていたが、試運転の際に減速歯車に亀裂が発見されたため、姉妹艦と同型の鋳鋼製の減速機に交換された。
この作業のため、姉妹艦に比べ就役が大幅に遅れた。
1940年（昭和15年）10月11日、第2駆逐隊（村雨、夕立、春雨、五月雨）は紀元二千六百年記念行事に伴う観艦式に参加、第二列（長門、陸奥、伊勢、摂津、涼風、江風、《村雨、春雨、夕立、五月雨》、漣、綾波、浦波、初雪、白雪、吹雪）に配置されていた。

### 太平洋戦争緒戦
太平洋戦争開戦時には姉妹艦3隻（村雨、夕立、五月雨）と共に第二艦隊・第四水雷戦隊（司令官西村祥治少将：旗艦那珂）所属・第2駆逐隊を編成していた。1941年12月より比島ビガン攻略作戦、リンガエン湾上陸作戦、タラカン上陸作戦、バリックパパン攻略作戦（バリクパパン沖海戦）、スラバヤ沖海戦に参加した。スラバヤ沖海戦第一次・第二次昼戦後の四水戦は日本軍輸送船団を護衛してジャワ島クラガン泊地へ向かい、1942年（昭和17年）3月1日午前2時35分に上陸を開始、これを襲撃する連合国軍魚雷艇3隻を春雨が迎撃し、1隻を撃沈・2隻を破壊した。つづいて比島保定作戦に加わる。この間、クリスマス島占領作戦に従事していた四水戦旗艦那珂が米潜水艦に雷撃され大破した。同戦隊旗艦は5月20日附で長良型軽巡洋艦由良に変更された。6月のミッドウェー海戦では攻略部隊に属して出動した。6月20日、四水戦司令官は西村少将から高間完少将に変わる。7月14日、第一水雷戦隊所属だった第27駆逐隊（時雨、白露、夕暮、有明）が第四水雷戦隊に編入され、春雨の僚艦となった。
7月14日以降、春雨以下第2駆逐隊および第15駆逐隊（黒潮、親潮、早潮）は第7戦隊（司令官西村祥治少将：重巡洋艦熊野、鈴谷）と行動を共にしインド洋通商破壊戦「B作戦」に参加する。
7月17日に桂島泊地を出撃して南方へ向かい、25日にシンガポールに到着した。
8月7日、アメリカ軍がウォッチタワー作戦を発動しガダルカナル島及びフロリダ諸島に来襲、ガダルカナル島の戦いが始まったことでB作戦は中止された。各隊は急遽東南アジアからトラック泊地へと向かった。トラック到着直前、第七戦隊（熊野、鈴谷）は第三艦隊（南雲機動部隊）との合同を命じられて第2駆逐隊や第15駆逐隊を分離。
同日をもって春雨以下第2駆逐隊・第15駆逐隊は第7戦隊（西村少将）の指揮下を離れた。ただし、夕立は先行してソロモン諸島へ向かい、ガダルカナル島の戦いに参加している。

### ガダルカナル島の戦い
8月21日、第2駆逐隊はトラック泊地に到着。8月24-25日の第二次ソロモン海戦における第2駆逐隊（村雨、五月雨、春雨）の任務は、長門型戦艦陸奥の護衛任務であった。最大発揮速力25-26ノットの陸奥は司令長官近藤信竹中将が座乗する高雄型重巡洋艦愛宕以下、30ノット以上を発揮する重巡洋艦の機動に追従することが出来ず、戦線後方に取り残された形になった。アメリカ軍の哨戒機が艦隊に接触しただけで、第2駆逐隊が米艦隊と交戦することはなかった。9月1日から春雨はトラック方面の哨戒に当たる。9月12日、特設水上機母艦國川丸と共に東方哨戒隊を編制し、南雲機動部隊や前進部隊と分離して行動していた僚艦村雨と合流する。村雨は前進部隊に復帰し、春雨は國川丸と行動を共にした。
9月14日、ミレより発進した哨戒機が「春雨」と「國川丸」に接近し、その際発砲されたが被害はなかった。
9月20日、東方哨戒隊は外南洋部隊に編入された。同日附で第四水雷戦隊も外南洋部隊に編入され、旗艦由良以下各艦は順次ショートランド泊地へ進出した。これ以降、第2駆逐隊はガダルカナル島への駆逐艦輸送作戦（鼠輸送）に従事する。
10月2-3日、第9駆逐隊司令佐藤康夫大佐（司令駆逐艦朝雲）が指揮する駆逐艦5隻（朝雲、夏雲、峯雲、村雨、春雨）はガダルカナル島揚陸に成功した。
10月5日、佐藤司令の指揮下で駆逐艦6隻（朝雲、夏雲、峯雲、村雨、春雨、夕立）はガ島輸送のため出撃するが、往路でアメリカ軍機延べ17機の空襲を受け峯雲、村雨が損傷、夏雲に護衛されて引き返した。アメリカ軍はSBDドーントレス9機が駆逐艦6隻を攻撃して1隻撃沈・1隻沈没確実と記録している。
10月8日、水上機母艦日進と秋月型駆逐艦秋月のガ島輸送が行われ、佐藤司令指揮下の駆逐艦4隻（朝雲、夏雲、春雨、夕立）はガ島輸送を兼ねて日進、秋月を護衛することになった。アメリカ軍機の波状攻撃を受けたが、零式艦上戦闘機や零式水上観測機の援護を受けてガ島揚陸に成功、各艦に損傷なく任務を終えた。
10月15日、第四水雷戦隊のほぼ全力（秋月、村雨、五月雨、夕立、春雨、時雨、白露、有明）で高速輸送船6隻を護衛、ガダルカナル島への大規模揚陸作戦を実施する。この輸送作戦を掩護するためにガ島ヘンダーソン飛行場基地の艦砲射撃が実施されることになったが、第六戦隊部隊はサボ島沖海戦で撃退され（司令官五藤存知少将戦死、古鷹、吹雪、叢雲、夏雲沈没、青葉大破）、第三戦隊の戦艦金剛、榛名や第八艦隊直率の重巡「鳥海、衣笠(サボ島沖海戦後に参加)」による飛行場砲撃も同島飛行場を完全に破壊することはできなかった（ヘンダーソン基地艦砲射撃）。物資の揚陸を終えた時点で朝となり、飛行場から飛来したアメリカ軍機の波状攻撃で輸送船3隻（吾妻山丸、笹子丸、九州丸）を喪失。護衛部隊に五月雨小破以外の損害はなかったが、揚陸した物資は15-16日の空襲およびアメリカ軍艦艇の艦砲射撃により焼き払われてしまったという。さらにアメリカ軍機動部隊出現の報告があり、連合艦隊は水上機母艦3隻（日進、千歳、千代田）による出撃を許可しなかった。
このような状況下、外南洋部隊増援部隊（指揮官橋本信太郎第三水雷戦隊司令官）は、第三水雷戦隊および第四水雷戦隊の全力をもって総攻撃前のガ島輸送を実施することになった。10月17-18日、橋本司令官は軽巡戦隊（川内、由良、龍田）を指揮、高間司令官は水雷戦隊（旗艦《秋月》、第1小隊《朝雲、白雪、暁、雷》、第2小隊《村雨、五月雨、夕立、春雨》、第3小隊《浦波、敷波、綾波》、第4小隊《時雨、白露、有明》）を指揮してそれぞれガ島へ向かい、ほぼ損害なく揚陸に成功した。外南洋部隊（鳥海、衣笠、天霧、望月）も出撃し、このうち駆逐艦天霧、望月が村雨、時雨と協力して飛行場砲撃を実施した。
10月下旬、ガダルカナル島の日本陸軍は同島アメリカ軍ヘンダーソン飛行場に対する総攻撃を実施することになった。日本海軍は突撃隊（指揮官山田勇助大佐/兼第6駆逐隊司令：第6駆逐隊《暁、雷》、白露)、第二攻撃隊（指揮官高間四水戦司令官：四水戦旗艦秋月、軽巡洋艦由良、第2駆逐隊《村雨、五月雨、夕立、春雨》）、輸送隊（敷設艦津軽、龍田、時雨、有明）を編制し、ガダルカナル島ルンガ泊地への突入を命じた。最初に突入した突撃隊3隻はアメリカ軍小艦艇を撃沈して無事に離脱する。一方、第二攻撃隊はSBDドーントレス急降下爆撃機、F4Fワイルドキャット戦闘機、B-17爆撃機の波状攻撃を受ける。第二攻撃隊は由良航行不能、秋月中破、五月雨小破という損害を受けた。春雨は航行不能となった由良の雷撃処分を命じられた。次に夕立も雷撃処分に加わる。夕立と春雨が各艦1本発射した魚雷2本が命中して由良は艦首から沈みはじめ、最終的に夕立の砲撃により由良は沈没した。南太平洋海戦直前の戦闘であった。修理を必要とする秋月は由良の生存者と共にラバウルへ回航され、高間司令官は村雨に移乗、続いて朝雲に旗艦を変更した。
11月1日、三水戦司令官橋本少将は重巡衣笠に将旗を掲げた。同日夜、甲増援隊（朝雲《四水戦旗艦》、軽巡《天龍》、駆逐艦《村雨、春雨、夕立、時雨、白露、有明、夕暮、暁、雷》）、第一攻撃隊（巡洋艦《衣笠、川内》、駆逐艦《天霧、初雪》）、乙増援隊（満潮、朝潮、浦波、敷波、綾波、望月）は順次ショートランド泊地を出撃する。乙増援隊の輸送は成功したが、甲増援隊は揚陸地点の悪天候により艦載艇を多数喪失、物資の一部を揚陸できなかった。
11月4日、増援部隊指揮官（三水戦司令官）は戦力を再編。将旗を衣笠から駆逐艦浦波に移し、天龍を加えた乙増援隊を直率する。同日深夜、甲増援隊（朝雲《旗艦》、村雨、春雨、夕立、時雨、白露、有明、夕暮、満潮、朝潮）、乙増援隊（浦波《三水戦司令官旗艦》、敷波、綾波、白雪、望月、天龍）はショートランド泊地を出撃、5日夜揚陸に成功し各艦ともに損害はなかった。ショートランド泊地帰投後、三水戦司令官は川内に移動し、外南洋部隊増援部隊指揮官の職務を第二水雷戦隊司令官田中頼三少将に引き継いだ。6日夕刻、川内以下第三水雷戦隊各艦はトラック泊地へ向かった。9日、連合艦隊は第四水雷戦隊に対し原隊（前進部隊）への復帰を命じ、同時に飛行場砲撃を行う第十一戦隊（比叡、霧島）の警戒隊として同戦隊の指揮下に入るよう命じた。四水戦旗艦は天龍から朝雲に戻った。

### 第三次ソロモン海戦
11月12日、春雨は第三次ソロモン海戦に参加。所属する第2駆逐隊第1小隊（村雨、五月雨）・第2小隊（夕立、春雨）は第四水雷戦隊（旗艦朝雲）に従い、挺身攻撃隊（指揮官/第11戦隊司令官阿部弘毅少将：比叡、霧島）の前方警戒を行う筈であった。しかし幾度も反転して針路を変更したため「寄せ集め」の挺身攻撃隊の陣形は乱れた。挺身攻撃隊の前方を航行している駆逐艦は、第2小隊3番艦夕立と同小隊4番艦春雨の2隻だけになっていた。直後、挺身艦隊は待ち伏せしていた米艦隊（指揮官ダニエル・J・キャラハン少将）と遭遇。第三次ソロモン海戦第一夜戦となる。夕立と春雨は取り舵にて米艦隊に接近。春雨は夕立に続行し米艦隊に雷撃を敢行するが、弾着による水柱や照明弾により夕立を見失い、その後の夕立の反転・米艦隊突入に同行せず、右舷に発見した敵巡洋艦に砲撃雷撃を行いつつ北方へ離脱した。単艦で米艦隊へ突入した夕立は被弾して戦闘不能になり、翌朝五月雨によって雷撃処分された（最終的に米重巡ポートランドが撃沈）。第2駆逐隊は3隻編制となる。春雨は戦艦比叡の護衛や第三次ソロモン海戦第二夜戦に参加することなく、15日トラック泊地に帰投した。本戦闘で春雨は巡洋艦1隻を撃沈と報告。第11戦隊の戦果認定では、軽巡洋艦長良と駆逐艦雪風、春雨の3隻による防空巡洋艦1隻共同撃沈と認定された。
その後、春雨は第2駆逐隊司令駆逐艦となり東部ニューギニア輸送作戦に従事した。第三次ソロモン海戦に勝利を収めた連合軍が反攻に転じ、11月16日にパプアニューギニアのブナへ上陸作戦を敢行、東部ニューギニア方面の戦況も一挙に悪化したためである。外南洋方面部隊各艦や前進部隊各艦は15日-18日にショートランド泊地やトラック泊地へ戻ったばかりだったが、連合軍ブナ上陸を受けて対応を迫られた。11月19日、駆逐艦春雨、白露、電、磯波は前進部隊から外南洋部隊（第八艦隊）に編入された。22日、ラバウルに進出した。外南洋部隊が定めた東部ニューギニア方面護衛隊（指揮官松山十八戦隊司令官）の戦力は、旗艦天龍以下、第8駆逐隊（朝潮、荒潮）、第10駆逐隊（夕雲、巻雲、風雲）、駆逐艦春雨、白露、電、磯波、早潮という陣容だった。
11月24日、第2駆逐隊司令橘正雄大佐指揮のもと、駆逐艦5隻（春雨、白露、電、磯波、早潮）による輸送作戦が実施された。同日19時30分、既に空襲を受けて被弾していた早潮は更に被弾して大火災を起こした。春雨は早潮に横付を試みたが、魚雷誘爆の危険性により果たせなかった。各艦は内火艇やカッターボートを派遣して早潮乗組員を救助。白露は総員退去後の早潮を砲撃により処分した。輸送作戦も失敗し、各艦は25日18時にラバウルへ戻った。
11月29日、駆逐艦4隻（指揮官・第10駆逐隊司令阿部俊雄大佐：夕雲、巻雲、風雲、白露）によるパプアニューギニアのブナ輸送任務が実施される。だが進撃中に米軍機の空襲を受け白露が大破、巻雲が至近弾で損傷という被害を受けた。ラバウルで待機していた春雨は直ちに出港し、白露との合流を急いだ。30日夕刻、春雨と夕雲は白露を護衛してラバウルへ帰投。白露は天龍に横付けした。12月5日、第18戦隊の指揮下を離れる。零戦が進出できない海域で、夜間に大型爆撃機の空襲を受けるため、日本側の駆逐艦に対処する手段はなかった。
機関部の軸受け修理のため、春雨は白露をラバウルに残置してトラック泊地に戻る事になった。12月5日午後、重巡洋艦摩耶とともにラバウルを出発。2隻はトラック到着直前に村雨に出迎えられ、8日午前7時-8時にトラック泊地着。同日、第2駆逐隊司令艦は春雨から村雨に戻った。13時、軽巡洋艦五十鈴直衛として横須賀へ向かった。14日10時、2隻は横須賀に到着した。以後、横須賀で修理に従事。整備と並行して、旧式の毘式四十粍機銃を25mm機銃に換装、前部予備魚雷次発装填装置撤去等の改造を行った。

### 被雷損傷

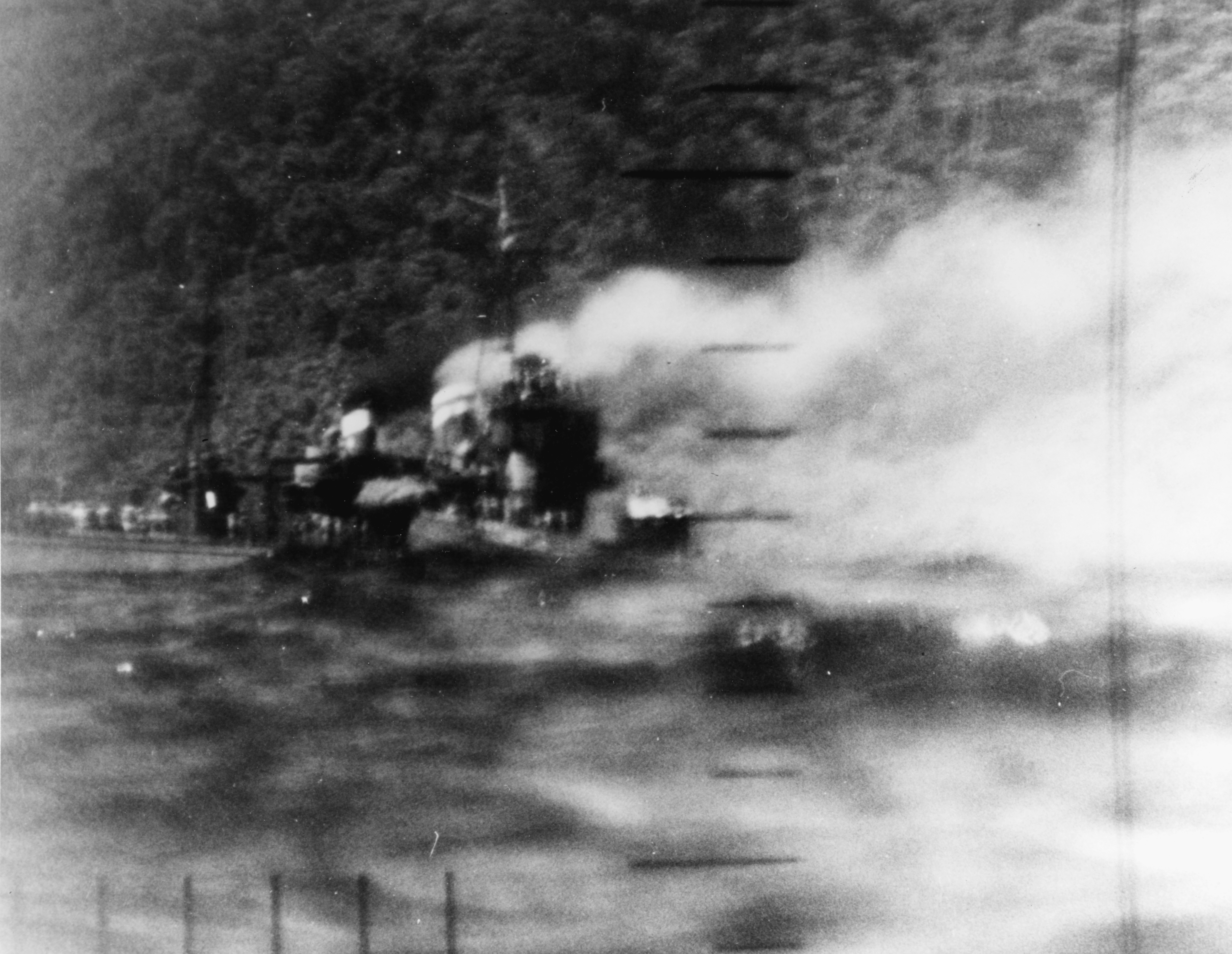
1943年1月、米潜水艦ワフーの潜望鏡に捉えられた春雨

1943年（昭和18年）1月5日に「春雨」は輸送船「浅間丸」を護衛して横須賀を出港し、10日にトラックへ到着した。ウェワクへの陸軍部隊の輸送（丙一号輸送）に際し、「春雨」は同地へその飛行機が派遣される空母「隼鷹」の基地員輸送に輸送に従事し、1月14日にトラックを出発して1月16日にウェワクに着いた。続いて「春雨」はカビエンでの燃料補給の後、カイリル島（ウェワク西北西7浬）を基地として輸送部隊の護衛などに従事し、1月23日には揚陸中に来襲した敵機を他部隊と共に撃退した。1月24日13時52分、基地員収容のためカイリル島からウェワクへに向っていた「春雨」はウェワクの230度11浬でアメリカ潜水艦「ワフー」の雷撃を受け魚雷一本が一番砲塔下に命中。艦橋から前と第一罐室が浸水し、4ノットでウェワクへ向かった。被雷直後の「春雨」からの電文によれば、戦死者3名、重傷者3名、軽傷者17名。同日19時、後進でウェワクに到着。一番砲塔は半ば水没していた。
2月1日に救難艦「雄島」が到着し、「春雨」の応急修理を行なった。
2月17日、駆逐艦「天津風」、「浦風」がウェワクに到着。同日、「天津風」が「春雨」を曳航し、「浦風」と「雄島」が同行してトラックへ向かった。
「天津風」の艦尾と「春雨」の艦尾をワイヤーで結び、「春雨」自身は後進8ノットであったという。
2月19日には悪天候による曵索切断のため「浦風」による曳航となり、2月21日には「春雨」前部が垂下し、曳航困難となったため切断された。2月23日、トラックに到着。
工作艦「明石」での応急修理がはじまった。
5月中旬、春雨に仮前部を装着する応急修理が終わる。輸送船団と同行して内地へむかう予定が立てられるが、途中まで第二水雷戦隊・第31駆逐隊の夕雲型駆逐艦大波が護衛することになった。21日13時、春雨は駆逐艦大波及び睦月型駆逐艦夕月、補給艦間宮ほか輸送船6隻と共にトラック泊地を出発。30日15時30分横須賀着。内地での本格的な修理に入る。艦橋から前部分を喪失していた春雨を修理するにあたり、当時続々と建造中だった夕雲型駆逐艦のような艦橋が備え付けられた。艦首部の舷窓は廃止され、乗組員は南方における艦内環境の悪化を懸念したという。この他、二番砲塔を撤去して25mm三連装機銃を増設、レーダーの装備等の改良も施されている。
春雨が内地修理中の7月1日、第2駆逐隊は解隊された。五月雨は第四水雷戦隊所属へ、横須賀鎮守府予備駆逐艦だった春雨は第四予備駆逐艦となる。さらに7月12日にはコロンバンガラ島沖海戦で軽巡神通が沈没、伊崎俊二第二水雷戦隊司令官以下同水戦隊司令部も全滅する。そこで第四水雷戦隊を解隊し、高間司令官以下司令部と残存戦力を第二水雷戦隊に転用した。ここに時雨や五月雨以下白露型駆逐艦の大部分が第二水雷戦隊所属艦となった。8月25日、春雨は警備駆逐艦に指定された。
この後春雨と五月雨は、初春型駆逐艦有明、夕暮を喪失して白露型2隻（時雨、白露）になっていた第二水雷戦隊（司令官早川幹夫少将、旗艦:能代）所属の第27駆逐隊に編入された。五月雨は10月1日附、春雨は11月30日附の編入である。春雨下士官兵が駆逐隊転籍について知ったのは、下記のトラック泊地進出後であったという。

### 第27駆逐隊
春雨が最前線への復帰を目指して準備中の12月24日、戊第二号輸送部隊（重巡《妙高、羽黒、利根》、第27駆逐隊《時雨、白露》）としてトラック-カビエン方面に向かう筈だった第27駆逐隊司令艦時雨が漁船と衝突、損傷により戊二号輸送部隊から外され日本本土に戻っていた。春雨は修理を終えた時雨に合同すると、12月30日-31日にかけて戦艦山城の横須賀回航を護衛した。
1944年（昭和19年）1月3日、27駆司令艦時雨及び春雨は給糧艦伊良湖を護衛して横須賀を出港、トラック泊地に向かった。トラック着後、時雨と共にタンカー2隻（復路3隻）の東南アジア〜トラック往復を護衛した。2月10日、アメリカ軍機動部隊のトラック泊地襲来を察知した連合艦隊司令長官古賀峯一大将は、旗艦武蔵、戦艦大和、長門を基幹とする連合艦隊主力部隊をパラオに退避させた。2月14日、駆逐艦時雨、春雨、追風（途中合流）は油槽船富士山丸、神国丸、天城山丸と共にトラックに到着した。トラックに連合艦隊の姿は既になく、第三図南丸のような徴用船のほか、工作艦明石や雑用運送艦宗谷といった補助艦艇が多数取り残されていた。
2月17日、トラックはレイモンド・スプルーアンス中将及びマーク・ミッチャー少将率いる第50任務部隊（空母9隻、戦艦7隻、巡洋艦10隻、駆逐艦28隻）に襲撃された。軽巡洋艦那珂を始め多数の艦艇が沈没、時雨、春雨が護衛してきた富士山丸、神国丸、天城山丸も撃沈された。時雨、春雨は空襲警報の発令と共に北水道を通過してトラック泊地からの脱出を図る。だが米軍機の空襲により、直撃弾2発を受けた時雨は中破、春雨も至近弾により戦死者2名を出した。
戦場を離脱した春雨は時雨と分離すると、トラックからの脱出に成功した工作艦「明石」の護衛任務に従事する。メレヨン島に立ち寄ったのち、21日に工作艦明石、標的艦波勝、駆逐艦秋風、藤波と合流した、明石船団は24日パラオ諸島へ到着した。25日、第27駆逐隊司令艦は時雨から春雨に変更された。時雨は内地へ帰投。3月下旬、春雨は第二水雷戦隊旗艦能代を護衛してダバオへ向かった。

### 渾作戦
5月下旬、「あ号作戦」発動について発表が行われた。1943年以降各地に分散していた第27駆逐隊は定数4隻体制で作戦に参加することになった。予想される日米機動部隊決戦において、同隊は第二航空戦隊（空母隼鷹、飛鷹、龍鳳）を護衛したのち、米艦隊に水上戦闘を挑む計画であったという。だが5月27日にアメリカ軍がビアク島に上陸を開始した事にともない、第27駆逐隊は急遽渾作戦に投入されることになった。本作戦はビアク島への友軍支援と、アメリカ軍に対する陽動作戦（囮作戦）という二つの側面を持っていた。
第一次渾作戦時の艦隊は、第16戦隊司令官左近允尚正少将を総指揮官として、戦艦扶桑、第五戦隊（重巡洋艦羽黒、妙高）、第16戦隊（重巡洋艦青葉、軽巡洋艦鬼怒、第19駆逐隊《敷波、浦波》）、第10駆逐隊（風雲、朝雲）、第27駆逐隊（春雨、五月雨、白露、時雨）、敷設艦津軽、厳島、第127号輸送艦、第36号駆潜艇、第37号駆潜艇という戦力である。6月2日（3日とも）、艦隊はミンダナオ島ダバオを出発し、ビアク島へ向かう。翌3日、豊田副武連合艦隊司令長官より渾作戦一時中止命令が出される。アメリカ軍機動部隊出現の偵察報告があった為であるが、その報告は誤認であった。6月4日、豊田GF長官より「渾作戦を再び実施せよ」との命令が下される。第一次渾作戦参加艦艇から扶桑、青葉、津軽等が除外され、参加艦・駆逐艦6隻、人員600名、6月8日ビアク島上陸予定という作戦方針が通達される。第27駆逐隊はソロンに立ち寄ったのち、青葉、鬼怒と分離。6月8日午前3時、陸軍部隊を載せた駆逐艦6隻（敷波、浦波、春雨、時雨、白露、五月雨）はソロンを出発し、再びビアク島へ向かった。輸送隊は輸送隊と警戒隊に分割されており、第19駆逐隊（敷波、浦波）及び時雨が輸送隊、第27駆逐隊3隻（春雨《司令駆逐艦》、白露、五月雨）が警戒隊に任命されていた。
6月8日12時20分、第19駆逐隊・第27駆逐隊はアメリカ陸軍のB-25爆撃機とP-38戦闘機の襲撃を受けた。輸送隊3隻の前方に五月雨、左側に白露、右側に春雨が配置されていたとされる。時雨、白露、五月雨の損傷は軽微であった。だが、春雨は被弾して沈没。時雨の記録では12時32分、五月雨の記録では12時42分のこととなっている。第27駆逐隊司令白浜政七大佐も戦死した。
アメリカ軍機が去った後、五月雨と白露が救助に向かい、時雨が警戒をおこなう。五月雨は内火艇を降ろし、士官4名、下士官兵79名を救助した。なお、第二次渾作戦部隊は春雨の沈没後もビアク島への輸送作戦を継続するが、夜になりアメリカ軍巡洋艦部隊に迎撃されて撤退。ビアク島への輸送は失敗した。ハルマヘラ諸島パジアンに帰投後、白露に救助されていた春雨の乗組員は五月雨に移乗してアンボン基地へ向かい、白露は時雨に合流すべくダバオへ向かった。一連の戦闘で約50名が戦死した。
8月10日、春雨白露型駆逐艦、
第27駆逐隊、
帝国駆逐艦籍より除籍された。

## 歴代艦長

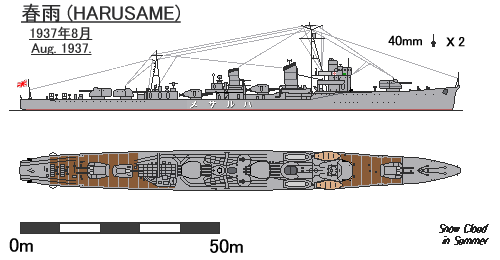
竣工時の「春雨」艦型図

※『艦長たちの軍艦史』306-307頁による。

### 艤装員長
1. 高橋亀四郎 少佐：1936年7月15日 - 1937年6月1日[145]

### 艦長
1. 高橋亀四郎 少佐：1937年6月1日 - 1938年12月15日[146]
2. 広瀬弘 少佐：1938年12月15日 - 1940年10月15日[147]
3. 富田捨造 少佐：1940年10月15日 -
4. 神山昌雄 少佐：1942年4月25日 -
5. 富田敏彦 少佐：1943年11月15日 -